# Primarias del Partido Demócrata de 2008 en Misuri
Las Primarías demócratas de Missouri, 2008 fueron el 5 de febrero de 2008, también conocido como Super Martes. La senadora Hillary Clinton perdió el voto popular por Barack Obama.

## Resultados
Clinton tuvo una gran diferencia liderando, causando que muchos medios de comunicación dieran como ganadora a ella. Sin embargo, Obama ganó por tan solo 10,000 votos. Los delegados fueron divididos exactamente a ambos candidatos.
| Candidato        | Votos   | Porcentajes | Condados | Delegados |
| ---------------- | ------- | ----------- | -------- | --------- |
| Barack Obama     | 405,470 | 49.2%       | 6        | 36        |
| Hillary Clinton  | 394,991 | 48.0%       | 110      | 36        |
| John Edwards*    | 16,734  | 2.0%        | 0        | 0         |
| Dennis Kucinich* | 820     | 0.1%        | 0        | 0         |
| Bill Richardson* | 689     | 0.1%        | 0        | 0         |
| Joe Biden*       | 629     | 0.1%        | 0        | 0         |
| Mike Gravel      | 437     | 0.1%        | 0        | 0         |
| Chris Dodd*      | 249     | 0%          | 0        | 0         |
| Ralph Spelbring  | 224     | 0%          | 0        | 0         |
| Indecisos        | 3,133   | 0.4%        | 0        | 0         |
| Total            | 823,376 | 100%        | 116      | 72        |

* Candidato se ha retirado.